# Evolutie van moraliteit

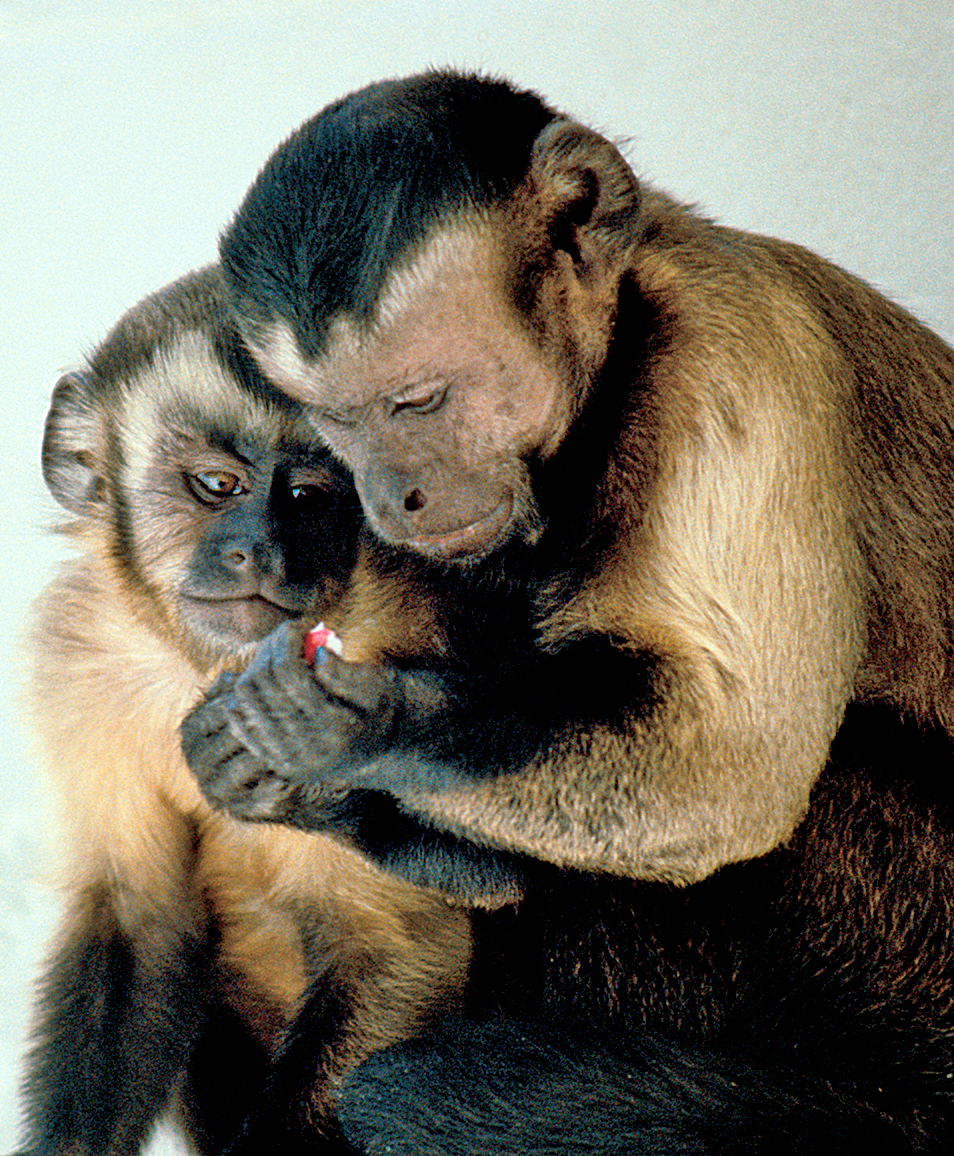
Kapucijnapen weigeren samenwerking indien zij ongelijk worden beloond.

De evolutie van moraliteit is de evolutionaire en biologische ontwikkeling van (bepaalde aspecten van) moreel gedrag, zowel bij de mens als bij andere diergroepen. Het draait daarbij om de vraag in welke mate en op welke wijze het moreel gedrag een product is van evolutionaire principes, zoals natuurlijke selectie. Onderzoek hiernaar valt onder de sociobiologie, een discipline die sociale en culturele fenomenen vanuit biologisch oogpunt wil verklaren.
Bij het evolutionaire verklaringsmodel is sprake van een tijdspanne van duizenden tot miljoenen jaren. Dit is in tegenstelling tot de biosociale theorie, waarbij het gaat om verklaringen op een kortere termijn. Ook vanuit de evolutionaire psychologie, antropobiologie en de primatologie bestaan er dergelijke studies. Eerdere reflecties over de evolutie van moreel gedrag zijn te vinden bij auteurs als Charles Darwin en Herbert Spencer. In het Nederlandstalig gebied heeft vooral Frans de Waal onderzoek verricht naar de evolutionaire oorsprong van moraliteit.
Sociobiologische studies omtrent moraliteit bestaan enerzijds uit theoretische modellen die trachten te verklaren hoe er binnen de evolutie van een bepaalde soort geselecteerd is geweest op bepaalde vormen van moreel gedrag, zoals altruïsme of reciprociteit. Daarnaast is er een hele reeks empirische studies over hoe bepaalde vormen van moreel gedrag ook bij andere diersoorten dan de mens aanwezig zijn, met name bij sociale dieren.
Kritiek op het evolutionaire verklaringsmodel van moreel gedrag kwam vanuit de ethiek, met het verwijt van de naturalistische dwaling, en vanuit de sociale wetenschappen, met de stelling dat de grote diversiteit van normen en waarden niet terug te herleiden is tot biologische principes.

Het is daarom belangrijk om een onderscheid te maken tussen descriptieve- en normatieve evolutionaire ethiek, net zoals in de algemene ethiek. Descriptieve evolutionaire ethiek is gebaseerd op (enkel) biologische principes. Dit is bij de evolutie van moraliteit van toepassing, het gaat met name om de basisfundamenten. De normatieve evolutionaire ethiek is gericht op het bepalen van een goede of foute handeling, eveneens gebaseerd op evolutionaire principes. Hierbij gaat het echter niet alleen om de beschrijving, maar ook om het voorschrijven van doelen, waarden en verplichtingen, zoals in eugenetica. 

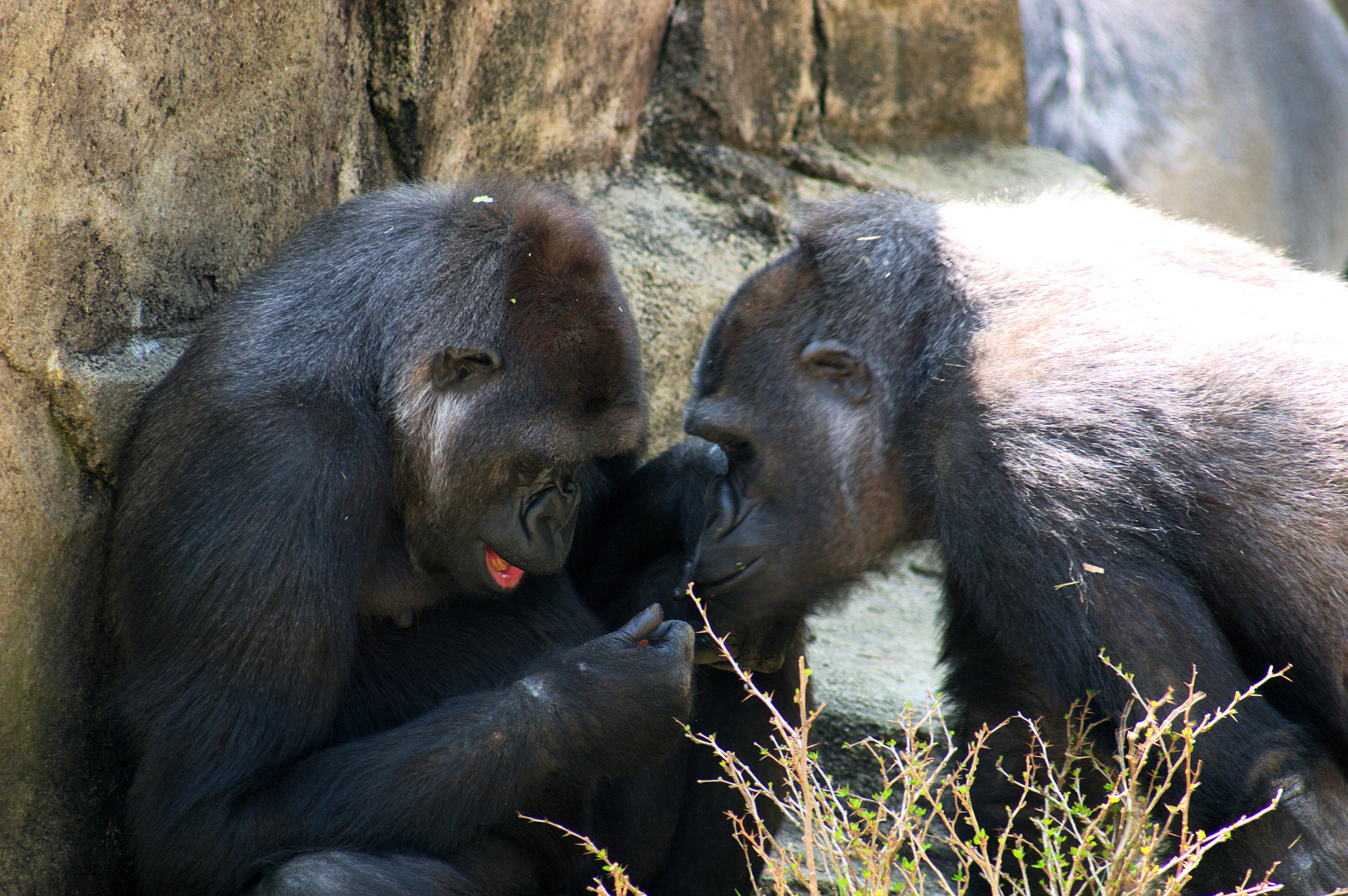
Gorilla's en andere hogere primaten leven in groepen met complexe sociale structuren.

## Gronden van selectie voor moraliteit

### Biologisch altruïsme

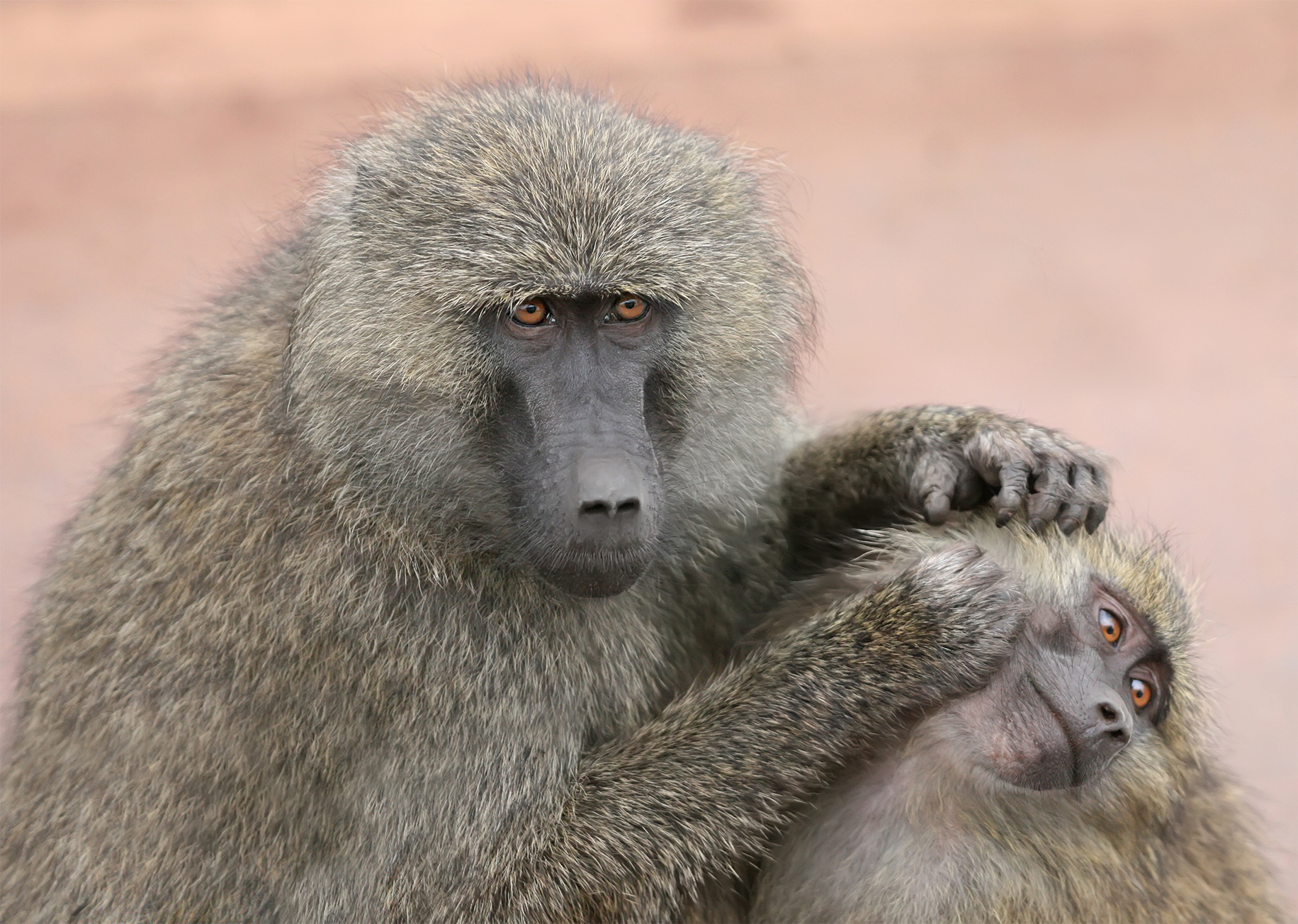
Een volwassen groene baviaan vlooit een kind, een vorm van grooming.

In de biologie verwijst altruïsme naar individueel gedrag dat de fitness van een ander individu vergroot, terwijl de eigen fitness wordt verminderd.
In die zin verschilt biologisch altruïsme van het filosofische concept, waarin een handeling pas altruïstisch wordt genoemd wanneer het helpen van een ander met bewuste intentie gepaard gaat. Het wordt dan ook wel psychologisch altruïsme genoemd, in plaats van echt altruïsme. Binnen de biologie zijn het dus de gevolgen van een actie die bepalen of het gedrag als altruïstisch mag worden beschouwd.
Altruïstisch gedrag komt het duidelijkst naar voren in verwantschapsrelaties, zoals in ouderschap. Maar ook in de bredere sociale groepen zoals bij de sociale insecten.
Het bestaan van altruïsme in de natuur is in eerste instantie raadselachtig omdat altruïstisch gedrag de kans op qua voortplanting voor het individu lijkt te verkleinen. Het idee dat groepsselectie de evolutie van altruïsme zou kunnen verklaren werd voor het eerst aangekaart door Charles Darwin zelf in De afstamming van de mens (1871).
Groepselectie verwijst naar natuurlijke selectie die optreedt binnen het niveau in groepsverband in plaats van gebruikelijk het individu. Het concept groepsselectie heeft een controversiële geschiedenis in de evolutiebiologie vanwege kritiek van vooraanstaande personen, zoals bijvoorbeeld Richard Dawkins en Steven Pinker. In de jaren 1960 en 1970 kwam de rivaliserende theorie van verwantschapsselectie tot stand, oorspronkelijk geformuleerd door William Donald Hamilton. Verwantschapsselectie is een voorbeeld van inclusieve fitness, dit is samen met wederkerig altruïsme het model die de evolutie van sociaal gedrag nader verklaart. Deze theorieën laten bijvoorbeeld zien dat altruïstisch gedrag kan evolueren zonder groepsselectie, en kregen daarom al gauw bekendheid onder de biologen die geïnteresseerd zijn in de evolutie van sociaal gedrag.
Enkele voorbeelden van altruïstische gedragingen van dieren zijn bijvoorbeeld:
- Vervetapen die alarm slaan wanneer er gevaar dreigt, hoewel ze daarmee wel de kans verhogen om zelf aangevallen te worden.[5]
- Dolfijnen steunen zieke of gewonde dieren door onder hen te zwemmen en hen naar de oppervlakte te duwen zodat ze kunnen ademen.[6]
- Afrikaanse buffels proberen leden van de kudde te redden die gevangen zijn genomen door roofdieren.[7]

### Verwantschapsselectie
Verwantschapsselectie (Engels: kin selection) verwijst naar bepaalde evolutionaire strategieën van een organisme waarmee het voortplantingssucces van verwanten wordt bevorderd, maar (vaak) ten koste van de eigen overleving of voortplanting gaat. Het is een vorm altruïsme waarbij het overleven van verwanten voorop wordt gesteld, bijvoorbeeld ten behoeve van de groep. Verwante individuen, die het merendeel van het erfelijke materiaal delen, worden bevoordeeld ten opzichte van minder sterkere verwanten. Dit kan bijvoorbeeld het tolereren van subadulten of volwassenen in het territorium zijn, het doorgeven van territorium aan een nakomeling(en) of simpelweg het waarschuwen van verwanten bij gevaar. Dit kan van belang zijn in omgevingen waar het moeilijker is te overleven, bijvoorbeeld bij een gebrek aan voedsel of territoriumgelegenheid.

#### Sociale insecten

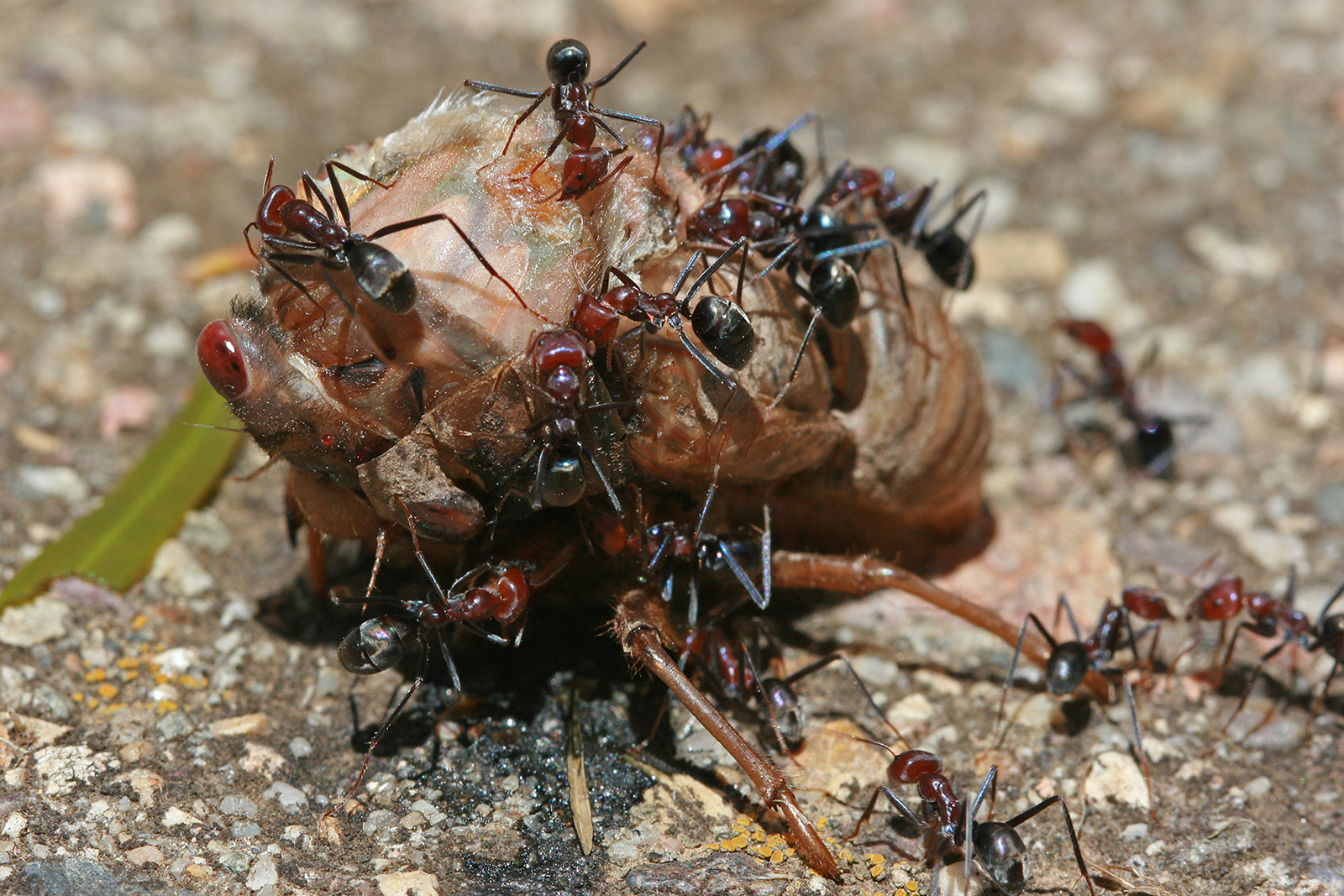
Sociale mieren die samenwerken en gezamenlijk eten verzamelen.

Het klassieke voorbeeld van verwantschapsselectie zijn de eusociale insectenkolonies van bijvoorbeeld bijen, termieten en mieren. Een van de grondleggers van de sociobiologie, E. O. Wilson stelt dat de belangrijkste succesfactor binnen een mierenkolonie het hebben van een veelal steriele werknemende kaste is, bestaande uit werkers en soldaten, zowel mannelijk als vrouwelijk. De kaste van vrouwen zijn ondergeschikt aan de behoeften van hun moeder de koningin en hebben hun eigen voortplanting opgezegd voor het opvoeden van broers en zussen. Het bestaan van steriele kasten onder deze sociale insecten beperkt de concurrentie aanzienlijk wat paring betreft, en bevordert daarmee het samenwerkingsverband binnen een kolonie.
Samenwerking bij mieren is van essentieel belang, een afgezonderde mier heeft een kleine kans op overleving of voortplanting. Daarentegen als onderdeel van een groep kunnen kolonies decennia langer welvaren. Naast een wel ingedeelde hiërarchie binnen een mierenmaatschappij is communicatie een belangrijk onderdeel. Mieren kunnen onder andere met elkaar communiceren middels verschillende (releaser)feromonen die een bepaald gedragspatroon opwekken. Zoals het achterlaten van spoorvolgferomonen wanneer er voedsel wordt gevonden of het afgeven van alarmferomonen wanneer er gevaar dreigt. Mede dankzij deze vormen van samenwerking zijn mieren een van de meest succesvolle familie soorten uit het dierenrijk, omgerekend is hun biomassa gelijk aan die van de mens.

### Reciprociteit
Reciprociteit verwijst in de evolutiebiologie naar mechanismen waarmee het evolueren van coöperatief of altruïstisch gedrag wordt begunstigd. Dat wordt bevorderd omdat toekomstige interacties eventueel wederzijds zijn. Het weigeren daarvan kan bijvoorbeeld schadelijk zijn voor de gemeenschap en daarmee natuurlijk worden weggeselecteerd. In de documentaire Nice Guys Finish First weet Richard Dawkins aan te tonen dat soorten met een goed onderling sociaal verband de beste overlevingskansen hebben op de langer termijn.
De hogere primaten (Haplorhini) hebben een gevoel van reciprociteit. Bijvoorbeeld chimpansees herinneren wie hen gunsten verleent of wie hen verkeerd heeft behandeld. Ze zullen vaker hun voedsel delen met diegenen met wie zij eerder gegroomd hebben. Dieren zoals kapucijnapen
en honden
vertonen ook blijk van eerlijkheid, ze weigeren bijvoorbeeld samenwerking wanneer ze gelijk gedrag vertonen maar ongelijk worden behandeld.

#### Prisoner's dilemma
Vampiervleermuizen vertonen ook een gevoel van reciprociteit en altruïsme, namelijk door het delen van bloed door middel van overgeven. Ze delen het echter niet op willekeurige basis, maar delen hoogstwaarschijnlijk met anderen van wie zij ook wat gekregen hebben of met diegenen die dringend voedsel nodig hebben. Het coöperatieve en altruïstische gedrag van dieren kan ook worden opgevat als een voorbeeld van het prisoner's dilemma. Het prisoner's dilemma kan bijvoorbeeld worden toegepast op de vampiervleermuizen om hun gedrag nader te verklaren:
- C/C: "Beloning, ik krijg bloed in mijn slechte nacht tegen uithongering. Ik zal bloed in mijn goede nacht moeten geven."
- D/C: "Verleiding, je bespaart mijn leven in een slechte nacht, met het extra voordeel jou niet te hoeven betalen in mijn goede nacht."
- C/D: "Sukkels uitbetaling, ik betaal om jou te redden in mijn goede nacht, maar in mijn slechte nacht loop ik de kans te verhongeren."
- D/D: "Straf, ik hoef je niet te betalen in mijn goede nachten, maar ik loop ook de kans om te verhongeren in mijn slechte nachten."

### Spiegelneuronen

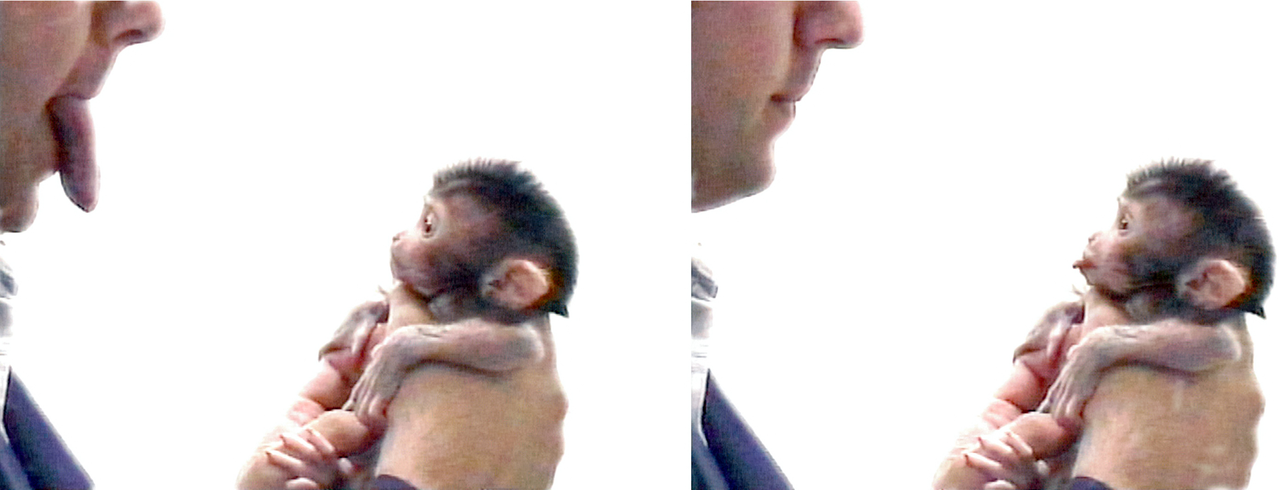
Een imitatie van een babymakaak.

Spiegelneuronen zijn neuronen die niet alleen actief zijn wanneer een dier een handeling uitvoert, maar ook als het dier ziet dat diezelfde actie wordt uitgevoerd door een ander dier, met name van dezelfde soort.
Het neuron spiegelt het gedrag van de ander alsof de waarnemer zelf de handeling uitvoert. Spiegelneuronen zijn rechtstreeks waargenomen bij verschillende soorten primaten, waaronder de mens, en bij sommige vogels. Bij mensen bevinden spiegelneuronen zich in de premotorische schors en in de pariëtale kwabben van de hersenen. Het eerste onderzoek waarbij de spiegelneuronen zijn ontdekt was met makaken. Er werd ontdekt dat specifieke hersengebieden zowel actief werden bij het uitvoeren van bepaalde handelingen als bij het observeren daarvan. Er zijn een aantal mogelijke functies beschreven. Veel studies koppelen spiegelneuronen aan het begrijpen van doelen en intenties.
Met name het begrijpen en interpreteren van de handelingen van anderen, eveneens het leren van nieuwe vaardigheden door imitatie.
Een aantal vooraanstaande wetenschappers waaronder Frans de Waal
hebben onafhankelijk beschreven hoe het spiegelneuronensysteem betrokken is bij empathie. Een groot aantal experimenten met medische beeldvormingsapparatuur hebben aangetoond dat bepaalde hersengebieden actief zijn bij het ervaren van bepaalde emoties, alsook wanneer men iemand anders ziet die dezelfde emoties ervaart. Vilayanur Ramachandran geeft aan dat spiegelneuronen ons in staat stelt om (complexe) sociale gedragingen aan te leren, maar ook dat spiegelneuronen voor de verbinding zorgt tussen de wetenschappen en de geesteswetenschappen. Verder speculeert hij dat de spiegelneuronen de neurologische basis van het menselijk zelfbewustzijn zijn. Zelfherkenning wordt bijvoorbeeld door Frans de Waal in verband gebracht met bijzondere cognitieve capaciteiten van dieren. Dit wordt onder andere met de spiegelproef getest.

### Spindelneuronen
Spindelneuronen, ook wel Von Economo-neuronen zijn een specifieke klasse van neuronen die worden gekenmerkt door een grote spoelvormige soma. Die geleidelijk toeloopt in een apicale axon in een bepaalde richting, met slechts een enkele dendriet daar tegenovergesteld. Andere neuronen hebben meestal meerdere dendrieten, en ook de morfologische polaire vorm maakt de spindelneuronen uniek. Spindelneuronen zijn in twee zeer begrensde gebieden binnen de hersenen van hominiden gevonden, namelijk de cortex cingularis anterior en de insula. Ook zijn ze ontdekt in de dorsolaterale prefrontale cortex van mensen. Spindelneuronen zijn ook gevonden in de hersenen van bultruggen, gewone vinvissen, orca's, potvissen, tuimelaars, grampers, witte dolfijnen en de Afrikaanse en Aziatische olifanten. De aanwezigheid van spindelneuronen in de niet verwante claden duiden op een convergente evolutie, namelijk een specifieke adaptatie ten aanzien van de grotere hersenen in het dierenrijk.
Spindelneuronen zijn respectievelijk grote cellen die mogelijk een snelle communicatie kunnen toestaan tussen relatief grotere hersenen van mensapen, olifanten en walvisachtigen. De aanwezigheid van deze gespecialiseerde neuronen is enkel aangetroffen bij deze drie specifieke groepen, deze behoren ook allemaal tot de hogere intelligentie onder de zoogdieren. Bij makaken zijn echter alleen primitieve vormen van spindelneuronen aangetroffen. Het waarnemen van spindelneuronen in deze significante groep dieren (vanuit menselijk oogpunt bekeken) heeft geleid tot de speculatie dat zij van groot belang waren in de menselijke evolutie, oftewel de hersenfuncties. De beperking (onder primaten) tot mensapen leidt naar de hypothese dat spindelneuronen niet eerder dan 15 tot 20 miljoen jaar geleden zijn geëvolueerd, dus voor de divergentie van orang-oetans en Afrikaanse mensapen. De ontdekking van de spindelneuronen in diverse walvissoorten heeft geleid tot de suggestie dat zij mogelijk een benodigde neuronale aanpassing in zeer grote hersenen zijn. Waardoor zowel snelle informatieverwerking als overdracht mogelijk is, die ook ten opzichte van sociaal gedrag is geëvolueerd.

## Sociale dieren
Sociale dieren zijn dieren die hevig met andere dieren in interactie gaan, doorgaans met soorten binnen hun eigen groep. Tot zover zelfs dat een groep dieren een duidelijk te onderscheiden samenleving kan vormen. Veel dieren zijn in zoverre sociaal dat er een lange binding kan ontstaan, bijvoorbeeld tussen moeder en kind. Bij sociale dieren is er sprake van permanente groepen van volwassenen in een langdurig samenlevingsverband en van wederzijdse verdraagzaamheid tussen deze individuen. Bij sociale dieren kan het ontbreken van (voldoende) sociale interacties in hun jeugd schadelijk zijn voor de ontwikkeling van het individuele dier. Interacties met andere dieren zijn noodzakelijk om de benodigde emotionele stabiliteit en flexibiliteit te ontwikkelen die het dier voor de rest van zijn leven nodig heeft. Het basisprincipe van sociale dieren is dat het leven in een groep meer kans op overleving en voortplanting biedt, in tegenstelling tot een solitair dier, die grotendeels alleen leeft.

### Eusocialiteit
Eusocialiteit wordt tot het hoogste niveau gerekend qua sociale organisatie. En wordt gekarakteriseerd door drie essentiële kenmerken: coöperatieve broedzorg (waaronder broedzorg van nakomelingen van andere individuen), er moeten meerdere generaties binnen de kolonie aanwezig zijn, en een takenverdeling tussen de reproductieve en non-reproductieve leden. Eusocialiteit onderscheidt zich van alle andere sociale systemen doordat individuen uit een bepaalde kaste doorgaans de mogelijkheid verliezen om bepaalde gedragskenmerken uit te voeren omdat individuen uit een andere kaste deze al bezitten.
Eusocialiteit is over het algemeen zeldzaam, maar wel een wijdverspreid fenomeen binnen de volgende zeven (infra)orders: Isoptera (alle termieten), Rodentia (naakte molrat en cryptomys damarensis), Decapoda (een aantal pistoolgarnalen van het geslacht synalpheus), Thysanoptera (een aantal kladothrips), Hemiptera (een aantal bladluizen uit de familie aphididae), Coleoptera (platypus incompertus), Hymenoptera (alle mieren en veel andere vliesvleugeligen zoals bijen en hommels).

### Presocialiteit
In tegenstelling tot eusocialiteit komt presocialiteit veel vaker voor in het dierenrijk. Presociale dieren hebben nauwere familiebanden, die verder reiken dan enkel seksuele interacties met leden van dezelfde soort. Ze leven gemeenschappelijk, hebben coöperatieve zorg voor jongen en hebben een 'primitieve' reproductieve taakverdeling. Zij vertonen echter niet (elk van) de drie essentiële kenmerken die eusociale dieren wel hebben. Voorbeelden omvatten vele insectensoorten (veelal ook uit de orde vliesvleugeligen), mensen, vele vogels, resusapen en chimpansees. Mensen en sommige soorten uit de onderfamilie klauwaapjes zijn uniek onder de primaten in hun mate van coöperatieve zorg voor jongen.
Het begrip presociaal kan verder worden onderverdeeld in: subsociaal (ouders interageren met hun jongen) en parasociaal (individuen van dezelfde generatie leven in een enkel, coöperatief onderkomen en interageren met elkaar). Onder subsociaal vallen alle zoogdieren, bijna alle vogels, veel reptielsoorten, vissen en een behoorlijk aantal insecten.

#### Zoogdieren

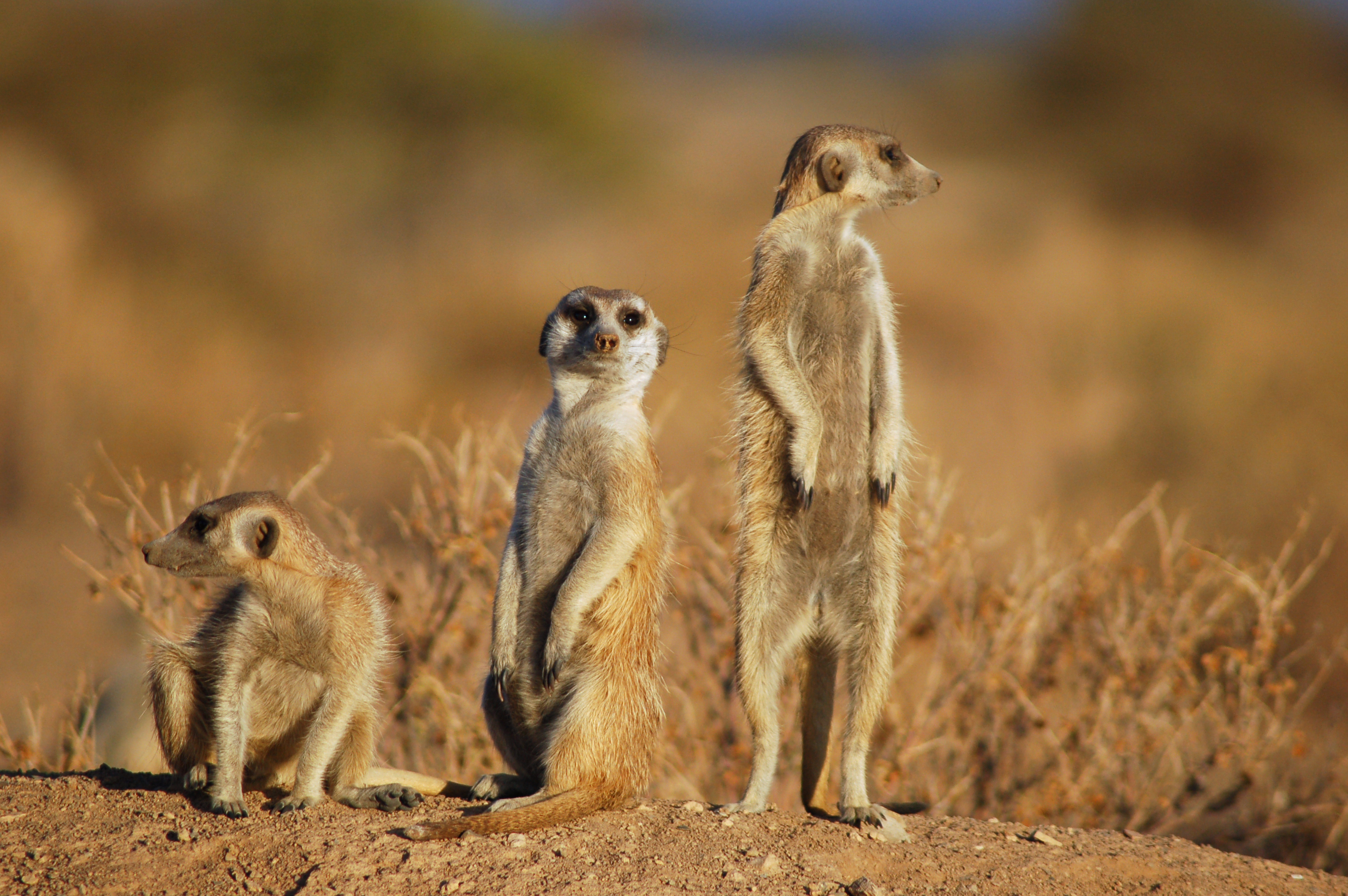
Stokstaartjes leven in een hiërarchie, elk individu in de groep heeft een afzonderlijke taak. Sommige dieren zijn wachters en staan op de uitkijk.

Het sociale gedrag van zoogdieren komt in het algemeen al meer overeen met dat van de mens. Binnen de groep van de zoogdieren komen vele diverse vormen van sociale structuren voor. Naast de solitair levende soort is de eenvoudigste vorm van socialiteit een los groepsverband, waarbij ieder individu zich kan aansluiten of de groep kan verlaten. De meest voorkomende samenlevingsvorm is die van een grote gesloten groep, bestaande uit mannetjes en vrouwtjes, zoals bij bavianen en ratten. In deze groepen heerst onder de mannetjes (en vaak ook onder vrouwtjes) een sociale hiërarchie die bepaalt wie dominant is binnen de groep en wie ondergeschikt is. Het meest dominante dier is meestal de leider van de groep en heeft vaker het recht om te paren. Een dergelijke hiërarchie als deze is niet constant en wordt voortdurend bevochten. Bepaalde soorten zoogdieren, zoals gibbons, bevers, wolven en jakhalzen, leven het gehele jaar door in paarverband. Hierbij is er een minder duidelijk onderscheid tussen mannetjes en vrouwtjes in tegenstelling tot zoogdieren die moeten strijden om het recht om te paren. Indien er binnen de soort steeds moet gestreden worden, hebben de mannetjes veelal ook wapens, bijvoorbeeld slagtanden, hoorns en geweien, maar ook manen om andere mannetjes te imponeren. Het leven in groepsverband heeft vele voordelen: vijanden worden eerder opgemerkt, jongen kunnen samen worden grootgebracht en het territorium kan door meerdere dieren worden verdedigd. Sociale roofdieren jagen samen, wat de kans op een prooi vergroot. Er zijn ook enkele nadelen: zo valt een groep dieren ook meer op en moet voedsel met meer dieren worden gedeeld.

##### Olifanten
De zeer sociale zoogdieren zoals olifanten, zijn bekend vanwege eigenschappen waarvan ooit gedacht werd dat ze uniek waren voor de mens, zoals het vertonen van empathie en altruïsme.
Een groot aantal typische gedragspatronen van olifanten wijzen op intelligentie (zo groot als die van walvissen en primaten) en sociaal gedrag, zoals rouw, medelijden en altruïsme (empathie) en leren, zorgen voor andermans jongen, mimicry, kunst, spelen, humor, het gebruik van werktuigen, zelfbewustzijn, geheugen en mogelijk zelfs taalgebruik.
Olifanten hebben een grote neocortex, een eigenschap die ook mensen, apen en enkele dolfijnensoorten hebben. Wetenschappers beschouwen dit als een teken van hoge intelligentie.
Olifanten moeten bepaalde gedragingen leren tijdens hun groei en zijn niet in staat om louter op basis van hun instinct te overleven. Het leerproces bij olifanten duurt ongeveer tien jaar. Ouders leren hun jongen hoe ze moeten eten, hoe ze werktuigen moeten hanteren en wat hun plaats is binnen de complexe olifantengemeenschap. Vooral de relatie tussen olifantenvrouwtjes en hun jongen is een van de meest hechte vorm van gemeenschap binnen het dierenrijk. Bij olifanten kan tevens een familie uiteenvallen door het overlijden van een familielid. Hieraan verbonden is het typische rouwgedrag bij olifanten. Olifanten zijn naast mensen en neanderthalers de enige soort waarvan een dodenritueel bekend is. Olifanten zijn ook altruïstisch en helpen olifanten van andere families en zelfs totaal andere soorten, zoals mensen, als deze pijn lijden.

##### Primaten
De eerstvolgende nog levende verwanten van de mens zijn de bonobo’s en de chimpansees. Deze primaten delen met de mens een gemeenschappelijke voorouder die vier tot zes miljoen jaar geleden leefde. Vanwege deze reden worden bonobo’s en de chimpansees als de best beschikbare plaatsvervanger binnen het onderzoek gezien. Oftewel als de gemeenschappelijke voorouder van chimpansees, bonobo's en mensen. Barbara King stelt dat hoewel primaten niet over een moraal beschikken zoals bij mensen, ze wel eigenschappen vertonen die voor het ontstaan van moraliteit nodig waren. Deze eigenschappen zijn bijvoorbeeld hoge intelligentie, capaciteit voor symbolische communicatie, een gevoel voor sociale normen, zelfrealisatie en een concept van continuïteit. Frans de Waal en Barbara King beschouwen beide dat de menselijke moraal uit primaten socialiteit voortkomt.
| Aantal jaren geleden | Soort samenleving | Aantal individuen |
| -------------------- | ----------------- | ----------------- |
| 6000000              | Band              | 10                |
| 100000 – 10000       | Band              | 10 – 100          |
| 10000 – 5000         | Stam              | 100 – 1000        |
| 5000 – 4000          | Chiefdom          | 1000 – 10000      |
| 4000 – 3000          | Staat             | 10000 – 100000    |
| 3000 – nu            | Imperium          | 100000 – 1000000  |

Ook Michael Shermer stelt dat de voorverschijnselen van moraliteit zich hebben ontwikkeld binnen primatensamenlevingen volgens een methode die individueel egoïsme beperkt en coöperatieve groepen uitbreidt. Voor alle sociale dieren geldt dat de voordelen van het deel uitmaken van een groep zwaarder doorwegen dan de voordelen van een solitair bestaan. Bijvoorbeeld bij gebrek aan samenhang zijn individuen kwetsbaarder voor aanvallen van buitenstaanders. Deel uitmaken van een groep verbetert ook de kans op het vinden van voedsel. Dit is onder meer het geval bij dieren die in een groep jagen om zo bijvoorbeeld een grote of gevaarlijke prooi te vangen.
Chimpansees leven in zogenaamde fission-fusion-gemeenschappen van gemiddeld 50 individuen. Waarschijnlijk leefden vroegere voorouders van mensen in groepen van dezelfde grootte. Gebaseerd op de grootte van de bestaande samenlevingen van jager-verzamelaars, schat men dat de hominiden in het laatpaleolithicum in bandsamenlevingen van een paar honderd individuelen leefden. Naarmate de grootte van de gemeenschap verhoogd werd, zou er meer handhaving ten behoeve van de groepssamenhang nodig zijn geweest. Een moraal zou kunnen geëvolueerd zijn in bandsamenlevingen met een grootte van 100 tot 200 personen als een middel voor sociale controle, conflictoplossing en groepssolidariteit. Deze numerieke limiet zou in de genen zitten, want ook de moderne mens heeft moeite om stabiel sociale relaties te onderhouden met 100 tot 200 mensen (zie Dunbar's number).
Volgens Frans de Waal heeft de menselijke moraal twee extra niveaus van verfijning die niet aanwezig zijn in andere primatensamenlevingen. Mensen dwingen in samenlevingen hun morele codes meer af op een rigoureuze wijze, via mechanismen zoals beloning, afstraffing en reputatiebehoud. Mensen passen verder ook een mate van oordeel en rede toe, die niet in het dierenrijk voorkomt.

## Mensen

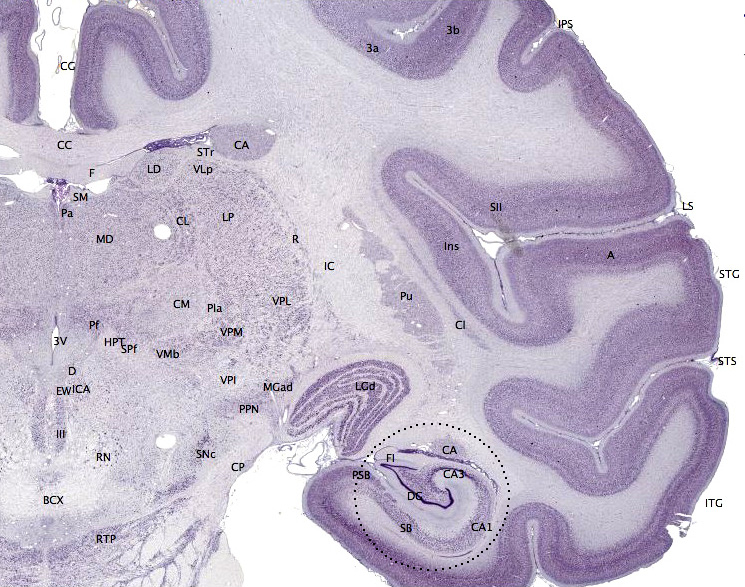
De neocortex is evolutionair gezien het nieuwste deel van de hersenschors (buitenste laag in donker violet).

### Feitelijke en sociale intelligentie
De Social Brain Hypothesis, ook wel Dunbar's number genoemd, is door de Engelse antropoloog en evolutiebioloog Robin Dunbar nader omschreven in een artikel. Daarin wordt de stelling verdedigd dat onze hersenen oorspronkelijk zijn geëvolueerd om feitelijke informatie te verwerken. Met de hersenen kan een individu bijvoorbeeld patronen en spraak herkennen. Verder is het hebben van grote hersenen een weerspiegeling van de grote cognitieve vereisten die nodig zijn binnen complexe sociale systemen. Onder mensen en andere primaten is de neocortex betrokken bij: zintuiglijke waarneming, bewegingen, ruimtelijk inzicht, denkvermogen / redeneren en taal. De neocortex kwam bij deze sociale dieren onder intense selectiedruk te staan, oftewel de toename van de omvang om zodoende sociaal-cognitieve vaardigheden te verbeteren. Sociale dieren zoals mensen zijn in staat om twee belangrijke concepten uit te voeren, namelijk: coalitievorming (het leven in groepsverband) en tactische misleiding zoals de mogelijkheid om aan valse overtuigingen vast te houden. Het essentiële belang van dierlijke sociale vaardigheden ligt in het vermogen om relaties te beheren, en beurtelings de mogelijkheid om niet alleen informatie aan geheugen te koppelen, maar ook om die eventueel te manipuleren.

### Theory of mind
Een reactie op sociale interactie en leefomstandigheden is de ontwikkeling van een Theory of mind. Gedefinieerd door Martin Brüne is dit het vermogen om iemand anders zijn mentale toestanden of emoties te begrijpen. Het hebben van een sterke Theory of Mind is nauw verbonden met het bezitten van geavanceerde sociale intelligentie. Leven in groepsverband vereist samenwerking en genereert eventueel conflicten. Het sociale leven zet een sterke evolutionaire selectiedruk op het verwerven van sociale intelligentie. Dit valt te wijten aan het feit dat het leven in groepen voordelen biedt. De voordelen van leven in groepsverband betreft bescherming tegen bijvoorbeeld predatie en het feit dat groepen in het algemeen betere prestaties leveren dan een individu. Er zijn echter ook nadelen aan verbonden, zoals concurrentie binnen de groep wat middelen en paarvorming betreft. Deze tegenstrijdigheid zet de toon voor zoiets als een evolutionaire wapenwedloop van binnenuit de soort.
De Theory of Mind wordt terug getraceerd tot aan primaten, hoewel het niet is waargenomen in dezelfde mate zoals bij mensen. De intrede van deze unieke eigenschap is misschien wel waar de differentie van de moderne mens begint, samen met onze verwerving van taal. Naast taalverwerving zijn de spiegelneuronen ook nauw verbonden met de theory of mind. Mensen gebruiken metaforen en impliceren veel van wat ze zeggen, zinnen zoals "Snap je wat ik bedoel?" zijn niet ongewoon en zijn directe resultaten van de verfijning van de menselijke Theory of Mind. Wanneer de bedoelingen of emoties van iemand anders niet worden begrepen kan dit ongepaste reacties opleveren. Dit wordt vaak geassocieerd met menselijke psychische aandoeningen zoals autisme, schizofrenie, bipolaire stoornis, psychopathie en sommige vormen van dementie. Dit geldt vooral voor autisme spectrum stoornissen, waarbij duidelijk een sociale disconnectie optreedt. De behoefte aan sociale intelligentie omliggende de Theory of Mind is mogelijk een antwoord op de vraag waarom de moraal zich heeft geëvolueerd als een onderdeel van het menselijke gedrag.

## Externe video links
- (en) Frans de Waal, Moral behavior in animals (Video). Ted (2011). Gearchiveerd op 22 november 2019.
- (en) Robert Wright, The evolution of compassion (Video). Ted (2009). Gearchiveerd op 1 juni 2023.
- (en) Jonathan Haidt, Religion, evolution, and the ecstasy of self-transcendence (Video). Ted (2012). Gearchiveerd op 14 november 2019.
- (en) Sam Harris, Science can answer moral questions (Video). Ted (2010). Gearchiveerd op 7 september 2019.
- (en) Harvey Fineberg, Are we ready for neo-evolution? (Video). Ted (2011). Gearchiveerd op 3 juni 2023.